# شول (گناوه)
شول،روستایی است  از توابع بخش مرکزی شهرستان گناوه استان بوشهر ایران.

## جمعیت
این روستا در دهستان حیات داوود قرار دارد و بر اساس سرشماری سال ۱۳۸۵ آمار رسمی جمعیت آن ۱۲۲۵نفر (۲۶۸خانوار) می‌باشد.